# Montoneras del Perú

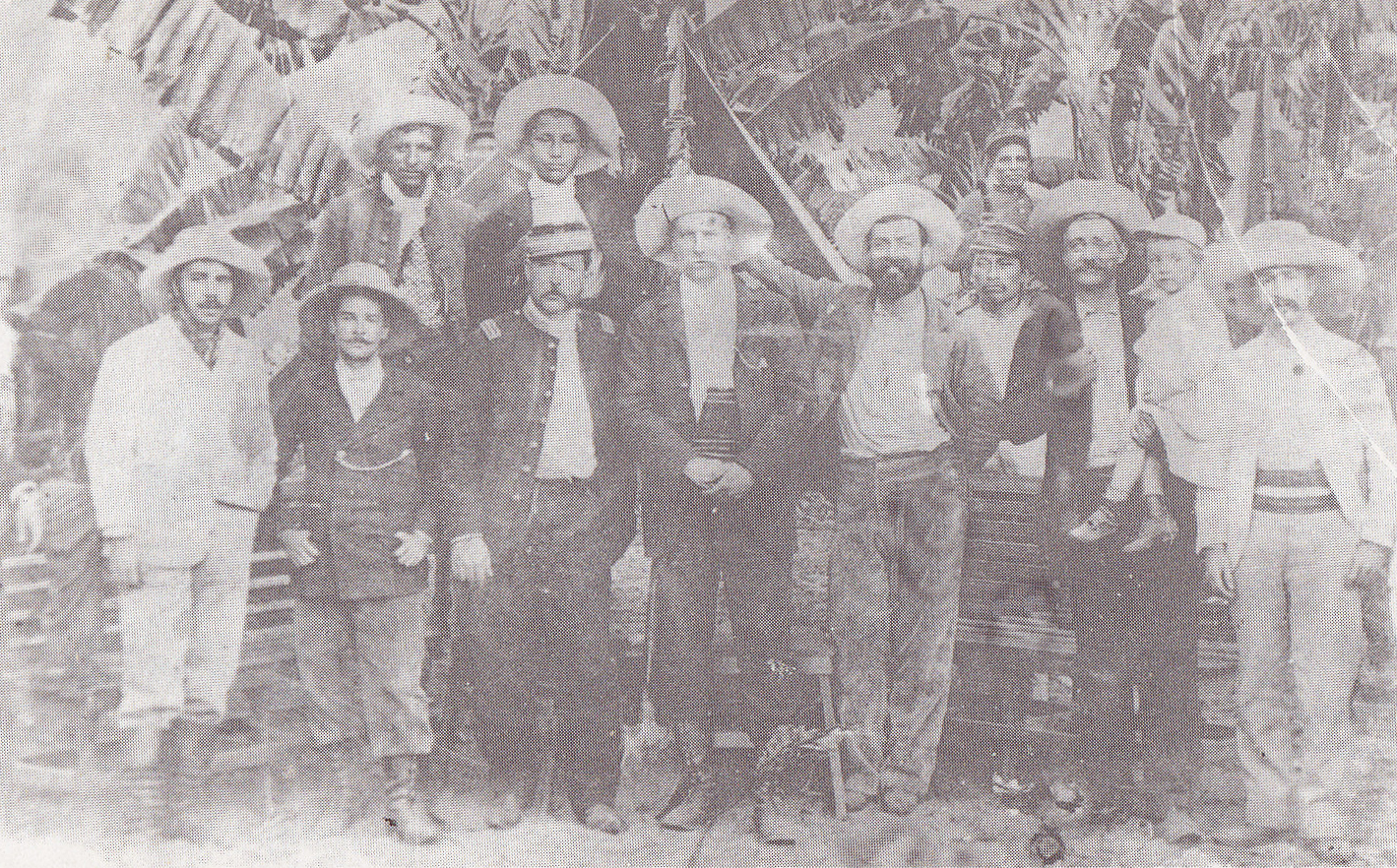
Montoneros al servicio de Andrés Avelino Cáceres durante la Guerra del Pacífico.

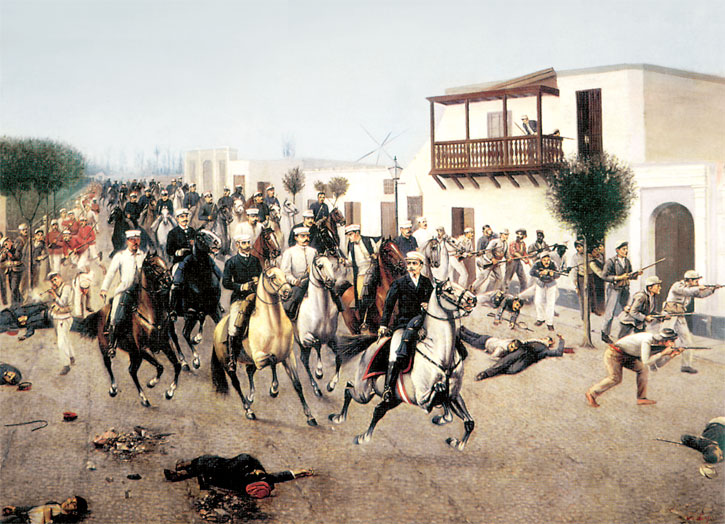
Entrada de Piérola a Lima por la Puerta de Cocharcas, durante la Guerra Civil de 1894-1895 de Juan Lepiani en el cual se ven las montoneras de Pierola durante la Reconstrucción Nacional.

La denominación montoneras del Perú hace alusión a grupos de montoneras y guerrilleros integrados por indígenas, mestizos y negros que empezaron a actuar militarmente desde la guerra de la Independencia del Perú, iniciada en 1820. Tal remoquete de estas bandas movedizas lo colocaron los españoles, sobre todo por el hecho de actuar en tropel, destrozando o retardando el desplazamiento de los contingentes realistas por las serranías del Perú.
Estuvieron activas desde 1820 y durante todo el siglo XIX y posteriormente durante los primeros años del siglo XX, cuando desaparecieron.

## Origen
Las "montoneras" surgieron durante la Primera Campaña de Arenales a la Sierra del Perú en 1820, en el contexto inicial de la Guerra de la Independencia del Perú, como un intento de expresión de sectores sociales provincianos, pequeños y medianos propietarios y trabajadores desposeídos, es decir por mestizos, indígenas y negros, surgida por voluntad de esos grupos locales que buscaban así manifestar sus exigencias sociales y reivindicaciones: ayudaron activamente a la independencia del Perú y tuvieron que soportar muchas veces el peso de la guerra ante la inactividad del "Ejército Libertador".
Las montoneras surgieron con total autonomía y, aunque todas ayudaban a la causa independentista, pronto se volvieron bandoleros y saqueadores. José de San Martín ordenó entonces constituir a esas montoneras en "guerrillas" mucho más organizadas y especializadas, con el nombre de "partidos", que pasaron a actuar bajo el mando directo del Ejército Libertador.

### Independencia del Perú
Tanto en su etapa inicial como montoneras y guerrillas como cuando se constituyeron en partidos, ayudaron siempre a la causa independentista mediante el espionaje, cobertura, privando de recursos a la región que podría utilizar el enemigo y realizando pequeñas incursiones armadas en el territorio que este ocupaba.
Las primeras montoneras tuvieron la misión de sitiar Lima y privarla de todos los recursos posibles, provocando todo tipo de escasez dentro de la capital y cientos de muertes diarias, esta situación llevó al motín de Aznapuquio y luego a la evacuación de Lima por parte de los realistas el 2 de julio de 1821. Las montoneras de igual forma participaron en el Combate de Huancayo al mando de José Félix Aldao pero su falta de disciplina llevó a que la división realista de Mariano Ricafort masacrara a más de 500 indígenas y saqueara Huancayo por 3 días, participaron activamente en la Segunda Campaña de Arenales a la Sierra del Perú, una de las montoneras más conocidas fue la de Cayetano Quiroz que obtuvo una victoria en el Combate de Quiapata, luego de la Batalla de Ica en 1822, Quiroz quedó aislado en dicha ciudad y luego fue vencido y fusilado por José Carratalá, este mismo realista fue quien destruyó el Valle de Cangallo el 17 de diciembre de 1821 y fusiló al célebre líder morochuco Basilio Auqui a fines de febrero de 1822.
Las Montoneras siguieron activas y esparcidas a nivel nacional, soportaron el peso de la guerra por la independencia, cuando el Ejército Libertador se quedaba inactivo, participaron en la Primera y Segunda campaña de Intermedios, y luego en las Campañas de Junín y Ayacucho. También actuaron en la Campaña de Sucre al Alto Perú.

## Lista de Montoneras
Al respecto hay una lista sorprendente de estas guerrillas que se pasa a citar:

### Independencia del Perú
- Las montoneras de Isidoro Villar, nombrado por San Martín, comandante general de las guerrillas, cuya actuación fue crucial para encerrar a los realistas en Lima y anular su desplazamiento a la sierra.
- Las montoneras de Francisco de Paula Otero, nombrado por Simón Bolívar como comandante general de las guerrillas durante la fase final de la independencia.
- Las montoneras de Francisco Vidal, establecidas particularmente en la Oroya.
- Las montoneras de José Antonio Manrique, quien actuó al lado de Mateo Pumacahua y también en 1820.
- Las montoneras de Ignacio Ninavilca, cacique de Huarochirí, ayudo a la independencia desde 1820.
- Las montoneras de Cayetano Quirós, surgidas en 1820, en palabras de Guillermo Miller "es la mas atrevida y la mas temible de las montoneras"
- Las montoneras del renombrado José María Palomo, establecidas en Huarochirí
- Las montoneras de los morochucos, en las estepas de Ayacucho, del novelesco Basilio Auqui, quien actuaba con sus centauros desde 1814.
- Las montoneras del teniente coronel José María Crespo, agrupadas en las pampas de Junín en 1821.
- Las montoneras del sargento, José Gerónimo Segura, accionando a partir del año 1821.
- Las montoneras de Mariano Fano, (regimiento llamado: "Chaupi Huaranga") con sus mandos Tapuc y Michivilca, acometiendo desde 1822
- La guerrilla de José Miguel Lanza, caudillo alto peruano líder de la Republiqueta de Ayopaya, actuó particularmente en el Alto Perú, participó en la Segunda Campaña de Intermedios y luego en la Campaña de Sucre al Alto Perú.

### Guerra del Pacífico
- Las Montoneras de Andrés Avelino Cáceres que actuaron durante toda la Campaña de la Breña.
- La Guerrilla de Ambrosio Salazar que participó en el Combate de Concepción

### Reconstrucción Nacional
- Las Montoneras movilizadas por Andrés Avelino Cáceres que lucharon contra Miguel Iglesias en la Guerra civil peruana de 1884-1885
- Las Montoneras movilizadas por Nicolás de Piérola que lucharon contra Cáceres en la Guerra civil peruana de 1894-1895

### Inicios delSigloXX
- Las Montoneras movilizadas por Teodomiro Gutiérrez Cuevas apodado Rumi Maqui, que participaron en su sublevación en diciembre de 1915.
- Las Montoneras lideradas por Augusto Durand Maldonado que participaron en un fallido levantamiento en 1908 para evitar el triunfo de la candidatura presidencial de Augusto B. Leguía.